# Boo Morcom
Boo Morcom (eigentlich Albert Richmond Morcom; * 1. Mai 1921 in Braintree, Massachusetts; † 3. Oktober 2012 in Tilton, New Hampshire) war ein US-amerikanischer Stabhochspringer. 
Bei den Olympischen Spielen 1948 in London erreichte er den sechsten Platz mit 3,95 m.
Dreimal wurde er US-Meister (1945, 1947, 1948) und zweimal US-Hallenmeister (1942, 1949). 1947 holte er den NCAA-Titel.

## Persönliche Bestleistungen
- Stabhochsprung: 4,47 m, 10. Juli 1948, Evanston
  - Halle: 4,49 m, 18. März 1949, Cleveland